# Entertainment + Game World
A Entertainment + Game World (EGW, antes conhecida como EGM Brasil) é uma revista de jogos eletrônicos e entretenimento baseada na estadunidense Electronic Gaming Monthly. Atualmente, é a principal publicação brasileira de videogames.[carece de fontes?] A contar de sua publicação como EGM Brasil, a revista existe desde 2002 e reúne todas as plataformas, desde o PC, até o N-Gage. A revista foi a primeira 100% licenciada no mercado brasileiro. No início, o conteúdo foi trazido diretamente da revista americana. Em seguida, começou a publicar conteúdo local brasileiro. Quatro editores já foram responsáveis pela EGM Brasil: Renato Viliegas (ex-editor da Ação Games) foi o primeiro, seguido de Pablo Miyazawa (que saiu para ser editor da revista Rolling Stone Brasil), Jô Auricchio (que escreve hoje para o jornal O Estado de S. Paulo), Fabio Santana, ex-editor da revista SDP (Super Dicas Playstation), Ricardo Farah (atualmente na SKY7), e atualmente Fernando Souza Filho (que foi editor durante muitos anos da Rock Brigade). A revista está sob domínio da Tambor Digital, empresa que se formou depois da separação dos donos da Conrad Editora e que anteriormente se chamou Futuro Comunicação.

## Seções

### Editorial
Esta seção foi extinta, tendo somente agora um texto do editor, por causa do formato que entrou em vigor em Dezembro/2006.

### EGMail
Repostas para as cartas e e-mails dos leitores da revista. Cada mês uma das cartas é eleita "carta do mês" e o leitor que a mandou ganha, salvo raras exceções, uma camisa da revista.

### Depois do Jogo
Os criadores de um famoso jogo do momento são entrevistados e respondem as perguntas da EGM. São discutidos erros de programação, easter eggs e outros segredos para serem comentados.

### Quartermann
São apresentados boatos que estejam girando em torno do mundo dos games. Quase sempre estes boatos são verdadeiros, mas nunca pode-se ter certeza, pois alguns podem ter sido até mesmo inventados, na falta de algo para por na sessão.
Assim como a pessoa que responde as cartas, ninguém sabe quem escreve a coluna do Quartermann.

### Previews
São apresentados jogos que estejam em fase de desenvolvimento.

### Estratégias
São dadas dicas, passo-a-passo para a finalização de algum jogo e seus extras. Esta seção, entretanto, não existe mais na revista. Os detonados ficam a cargo da revista SDP, antiga SuperDicas PlayStation, também da Futuro Comunicação, apesar de em algumas edições a revista ainda apresentar estratégias.

## Análises
A EGM analisa os jogos sempre com 3 críticos em cada jogo. O sistema de análise também conta com selos de avaliação. São eles (detalhes tirados da revista):
- Selo Platina: "Vai para os games que receberam nota 10; é a mais rara de nossas avaliações"
- Selo Ouro: "Vai para os games com nota 9.0 ou maior. São jogos de qualidade"
- Selo Prata: "Vai para aqueles com nota média igual ou maior a 8.0 (mas abaixo de 9.0)"
- Jogo do Mês: "Esta honra vai para o game com a melhor média do mês, somando as três avaliações"
- Vergonha do Mês: "Este "prêmio" é dado a cada mês para o game com a pior média. Fuja dele."

Assim como outras revistas da Editora Futuro, a EGM Brasil não revela quem responde as cartas e quem é o Quatermann, fato que cria controversia entre os leitores.
Em uma edição de outra publicação da editora, a revista Nintendo World, uma fã mandou uma carta direcionada ao "Príncipe Misterioso".
Muitos redatores se divertem com o fato, mas nunca revelam quem ele é.
Muitas especulações são feitas em torno disto e os fans tentam descobrir a personalidade do escritor, com métodos como observar o estilo de escrita.

## Selos Platina
Os selos platina são os mais raros da revista, e até agora 14 jogos já o receberam:
- Halo 2 (Xbox)
- Metroid Prime (GameCube)
- Half-Life 2 (PC)
- Grand Theft Auto: Vice City (PlayStation 2, PC)
- Grand Theft Auto: San Andreas (PlayStation 2, PC, Xbox)
- Resident Evil 4 (GameCube, PlayStation 2, PC)
- The Legend of Zelda: Twilight Princess (GameCube, Wii)
- Metal Gear Solid 3: Subsistence (PlayStation 2)
- Super Mario Galaxy (Wii)
- Super Smash Bros. Brawl (Wii)
- Metal Gear Solid 4: Guns of the Patriots (PlayStation 3)
- LittleBigPlanet (PlayStation 3)
- Gears of War 2 (Xbox 360)
- Killzone 2 (PlayStation 3)

## Curiosidades
- Apesar da revista dizer que a média de notas é 5/10, alguns jogos que tiraram 7, por exemplo, levam um mau título, como em Killzone (EGM 34) que recebeu o título "Poderia ter demorado mais", tirando 7.0, 7.5 e 8.0.

- Em uma de suas edições, em resposta a uma pergunta de um leitor, a revista disse que não poderia usar imagens pegas da Internet pois "a qualidade não permitia"; entretando, na edição 18 (pag 75), no análise de Mario Golf: Toadstool Tour, a revista utilizou uma das imagens da IGN.com, mantendo o logotipo do site.

- O editor da revista é Fernando Souza Filho, mas André Forastieri faz questão de assinar os editoriais

- Pablo Miyazawa é o redator em atividade que está há mais tempo na revista; desde o primeiro número. Depois, Lucas Patricio; desde 2007.
- Chefe de Arte: Ana Franco Designers: Kelven Frank, Homero Letonai, Gustavo Bacan, Ayala Jr.